# Žljeb
Žljeb (v srbské cyrilici Жљеб, albánsky Zhleb/Mali i Zhlebit) je pohoří na hranici mezi Černou Horou a Kosovem, na území opštiny Rožaje v Černé Hoře, součást pohoří Prokletije. Nedaleko od ní se nacházejí pohoří Mokra Gora a Hajla. V pohoří pramení řeka Bílý Drin a nachází se zde také Radovacká jeskyně.
Pohoří tvoří ze své východní strany část Rugovské soutěsky. Severní okraj pohoří/horského masivu pak představuje silnice z Rožajů směrem do města Peć. Z kosovské strany je pohoří součástí Národního parku Prokletije (Bjeshkët e Nemuna).
Žljeb má dva vrcholy: Rusulija (alb. Rusulisë) s nadmořskou výškou 2383 m n. m. a Žljebit (alb. Zhlebit) o výšce 2365 m n. m. Nejvyšší části pohoří jsou holé, pokryté loukami. Nižší svahy pokrývají lesy. 
V letech 1915 až 1916 se části srbské armády při bojích v první světové válce stahovaly přes toto pohoří nejprve na území dnešní Černé Hory a později dále na jih do Albánie a do Řecka.